# Прапор і герб кантону та міста Женева
Герб Женеви — офіційний символ швейцарського кантону Женева. Герб датується 1540 роком.

## Опис герба
Герб розсічений, у першому золотому півполі чорний піворел з короною, у другому червоному золотий ключ, повернутий вертикально через всю ширину поля.
Герб не має додаткових деталей.
Вексилологічний опис прапора Женеви: «У верхній частині прапора зображено чорного піворла з розпростертими крилами, увінчаного короною, з дзьобом, лапами та кігтями червоного кольору, а в нижній частині — червоний ключ із золотим зубцем, повернений вліво». Таким чином, орел завжди повинен бути піднятий близько до древка.
Прапор і герб ідентичні. Піворел завжди розташований на боці древка прапора, а на гербі — з геральдичної правої сторони.

## Значення

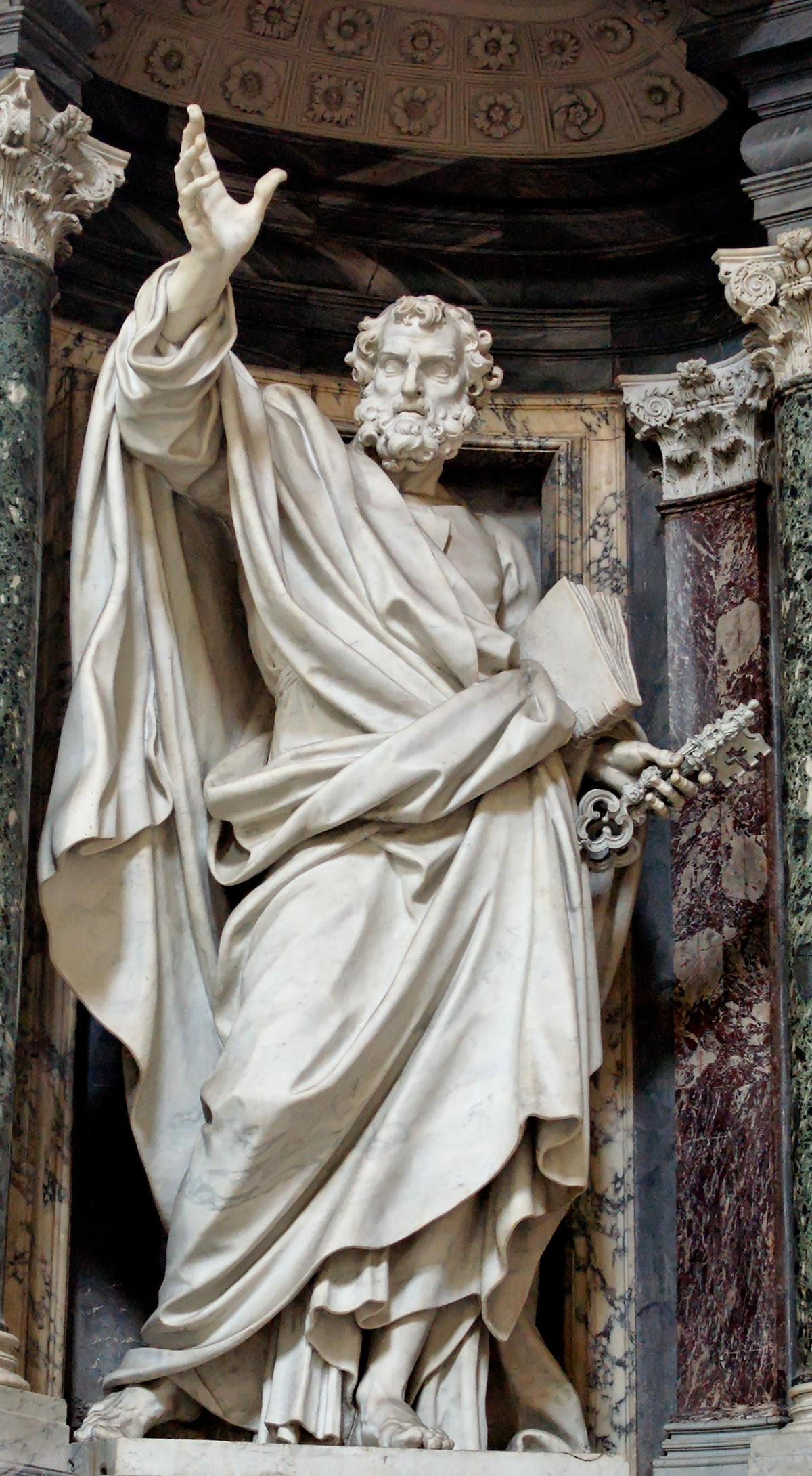
Святий Петро з ключами від раю, робота П'єра-Етьєна Монно, архібазиліка Святого Івана Латеранського, Рим.

Розпростертий та коронований орел символізує імператорську владу єпископа Женеви. Він посилається на двоголового орла з герба Священної Римської імперії. Ключ є атрибутом апостола Святого Петра, покровителя Женевської церкви та міського собору.
Женевевці іноді іронічно описують свій герб як зображення половини курки та ключа від льоху. Цей жарт, здається, досить давній, про що свідчить розмова між двома женевцями одразу після Реставрації 1814 року, яка приписується анонімному доктору М. і відтворена Жаном Гумбертом у його «Женевському глосарії»: «А я, коли побачив на плакатах ключ від льоху з нашою половиною курки, ледь не почав танцювати посеред вулиці».

## Історія
Геральдист Адольф Готьє у своїй праці повідомляє, що у XIII ст. століття Женева вже мала свій власний герб. Однак жодні архіви цього не підтверджують. Геральдист Жан-Даніель Блавіньяк у своїй книзі, опублікованій у 1849 році та присвяченій гербам Женеви, повідомляє, що першою печаткою Женеви було язичницьке сонце і що це було протягом XII століття, коли орел був доданий до цього символу, коли місто стало імперським.

Прапор Священної Римської імперії

У 1342 році Жак де Фосіньї, третя за важливістю особа після єпископа та його представника, вже мав герб. Він складався з двох перехрещених ключів у першій частині та напіворла у другій частині, що дуже нагадувало сучасний герб. Найдавніший герб Женеви, що зберігається в архівах, датується 1446 роком і з'являється в «Книзі про прокажених». Ілюмінація 1451 року, що зображує ангела, який дарує герб Женеви святим Петру і Павлу, показує герб, ідентичний сучасному гербу Женеви.
Кольори кантону не завжди були жовтим і червоним. До XII століття вони були чорним і сірим, а в XII столітті сірий колір був замінений на фіолетовий, іноді в поєднанні з червоним. Лише в 1699 році Рада Двохсот вирішила гармонізувати кольори кантону з кольорами герба, вибравши жовтий і червоний.
Починаючи з 1792 року, Женевська революція послідовно прийняла незліченну кількість варіантів гербів, які, як правило, «відрізнялися надзвичайною недосконалістю», наприклад, «голова орла була дуже схожа на голову осла» або «весь орел мав форму курки». Революційний прапор (1794) був прямокутником з двома смугами червоного і жовтого кольорів, розділеними широкою чорною облямівкою. Чорна облямівка походила від повністю чорної кокарди, яку носили міліціонери. Революціонери зберегли герб, але замінили корону орла на фригійський ковпак. Мода на триколірні революційні прапори, що поширилася майже по всій Швейцарії, очевидно, бере свій початок від французьких революціонерів.
Коли Наполеон I захопив Женеву в 1798 році, він скасував герб кантону, але дозволив використовувати герб міста, який був ретельно змінений ним: останній все ще містив піворла, який втратив свою корону, а поле блакитного кольору замінило червоне поле 2 частини герба (червоний колір був замінений на синій). Наполеон додав червоний щит з трьома золотими бджолами, що символізували добрі міста Імперії. Мери цих добрих міст мали привілей бути присутніми на коронації імператора.
Між 1798 і 1813 роками в Женеві майорів французький прапор, оскільки Женевська республіка не була включена до складу Гельветичної республіки, а була перетворена на департамент Женевського озера зі столицею в Женеві.
Старий герб був відновлений 30 грудня 1813 року, після відходу французів.
Коли 19 травня 1815 року Республіка Женева стала швейцарським кантоном, Велика Рада Республіки та кантону Женева затвердила жовтий і червоний кольори та прапор із піворлом і ключем.

Лише 8 лютого 1918 року уряд Женеви затвердив форму герба та прапора із зображенням сонця, що сходить, та написом IH∑.

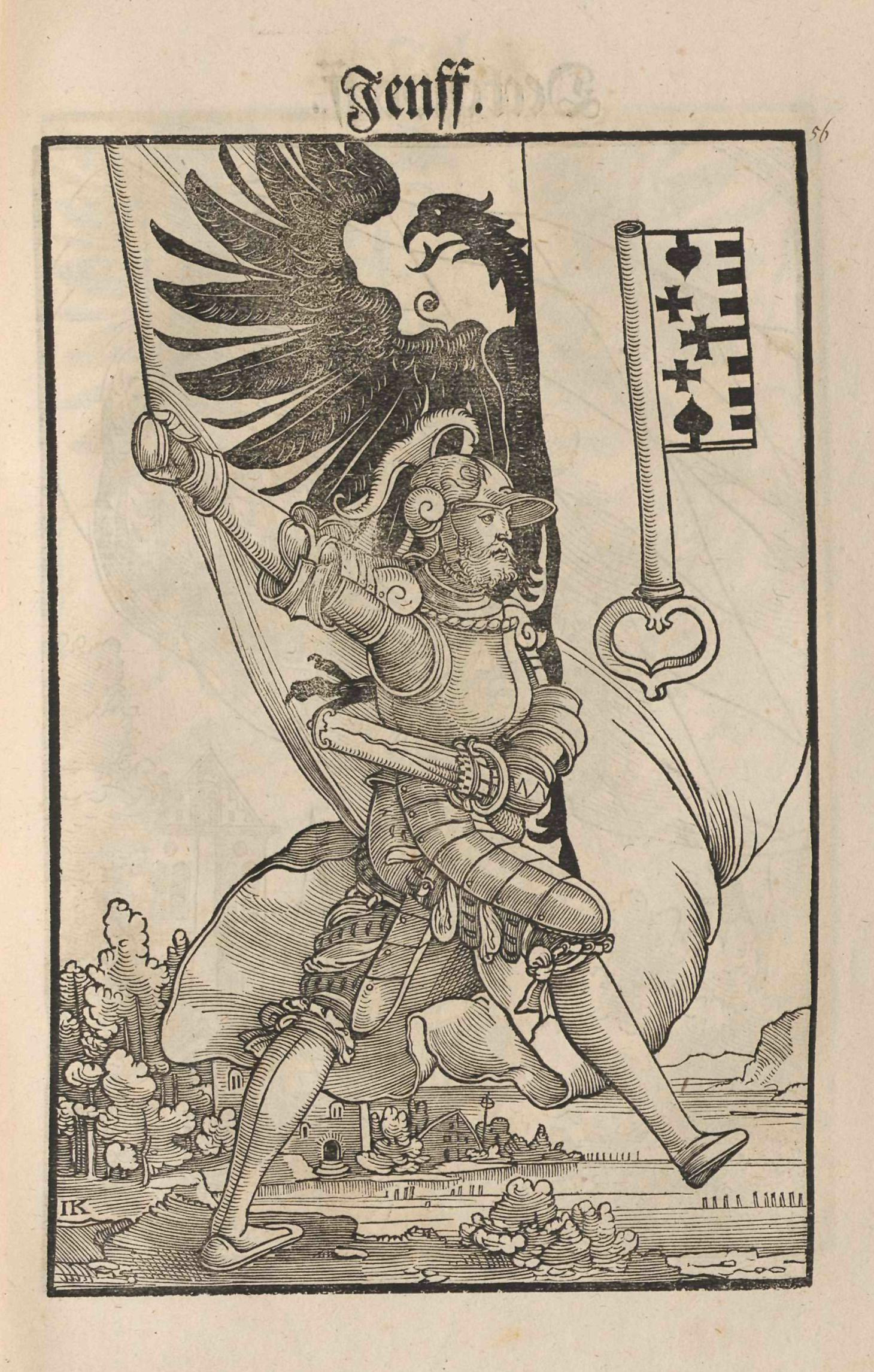
женевський прапороносець (1545 р.)
Старий революційний прапор Женеви (1794-1798). Розміри можуть бути неточними.
Герб Женеви, столиці французького департаменту Леман
Повний герб імперської Женеви
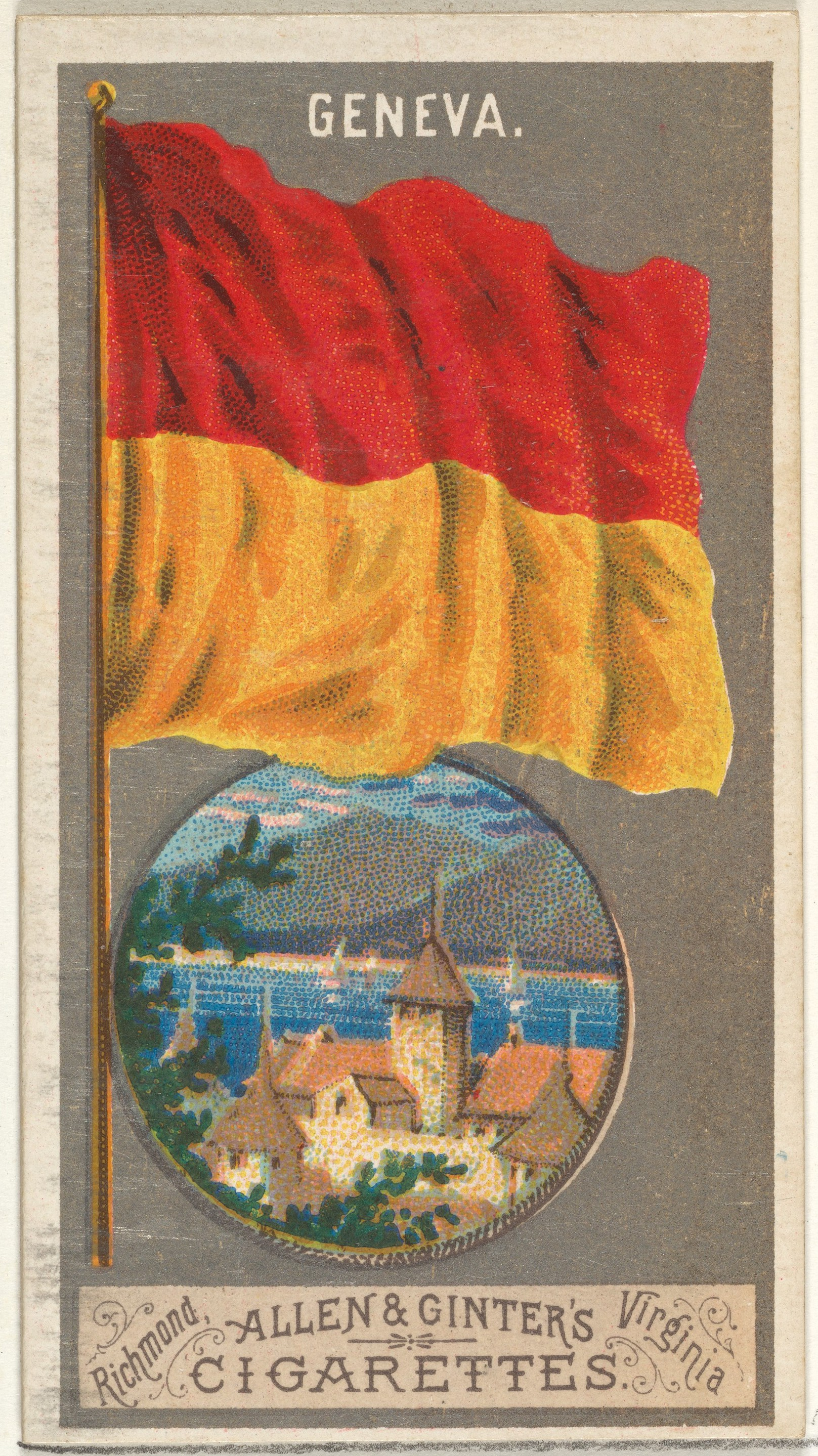
Женева, із серії «Міські прапори» (N6) для брендів сигарет Allen & Ginter

## Інші вексилологічні та геральдичні зображення
Прапор також випускається у вигляді орифлами, з хвостом або з плоскою основою. Прапор-орифлама кантонів, на якому у верхній частині зображено прапор кантону, а в нижній частині — кольори кантону, називається «повним» прапором.
Герб знаходиться на задніх номерних знаках транспортних засобів, зареєстрованих у кантоні Женева.

Повний прапор Женеви
Повний герб Республіки та кантону Женева з гербом, щитом та девізом[12][13]
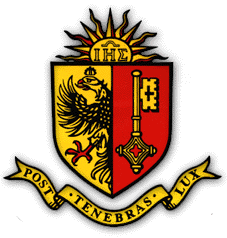
Повний герб міста Женева
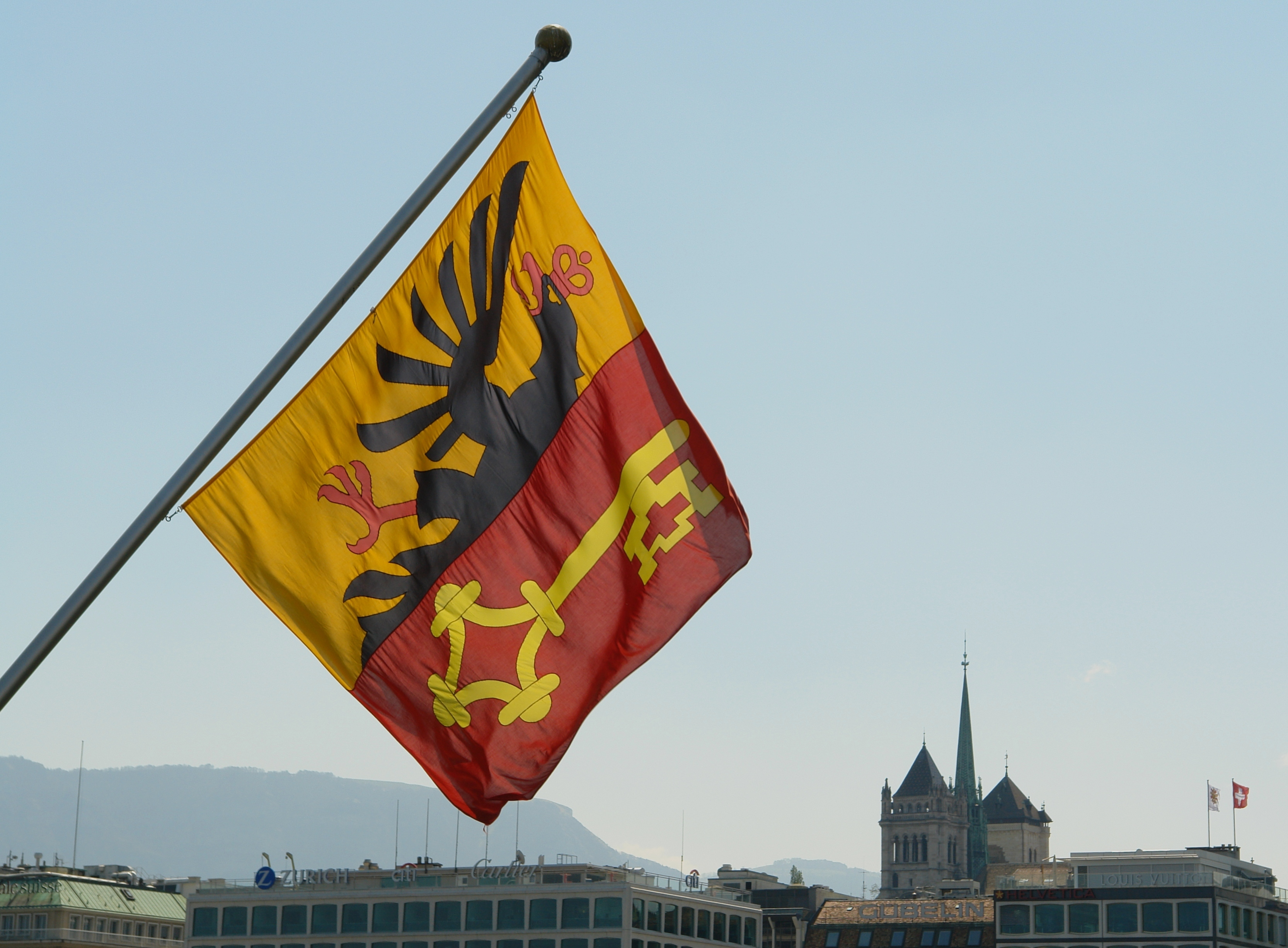
Женевський прапор, що висить на мосту Монблан, на задньому плані — собор Сен-П'єр .
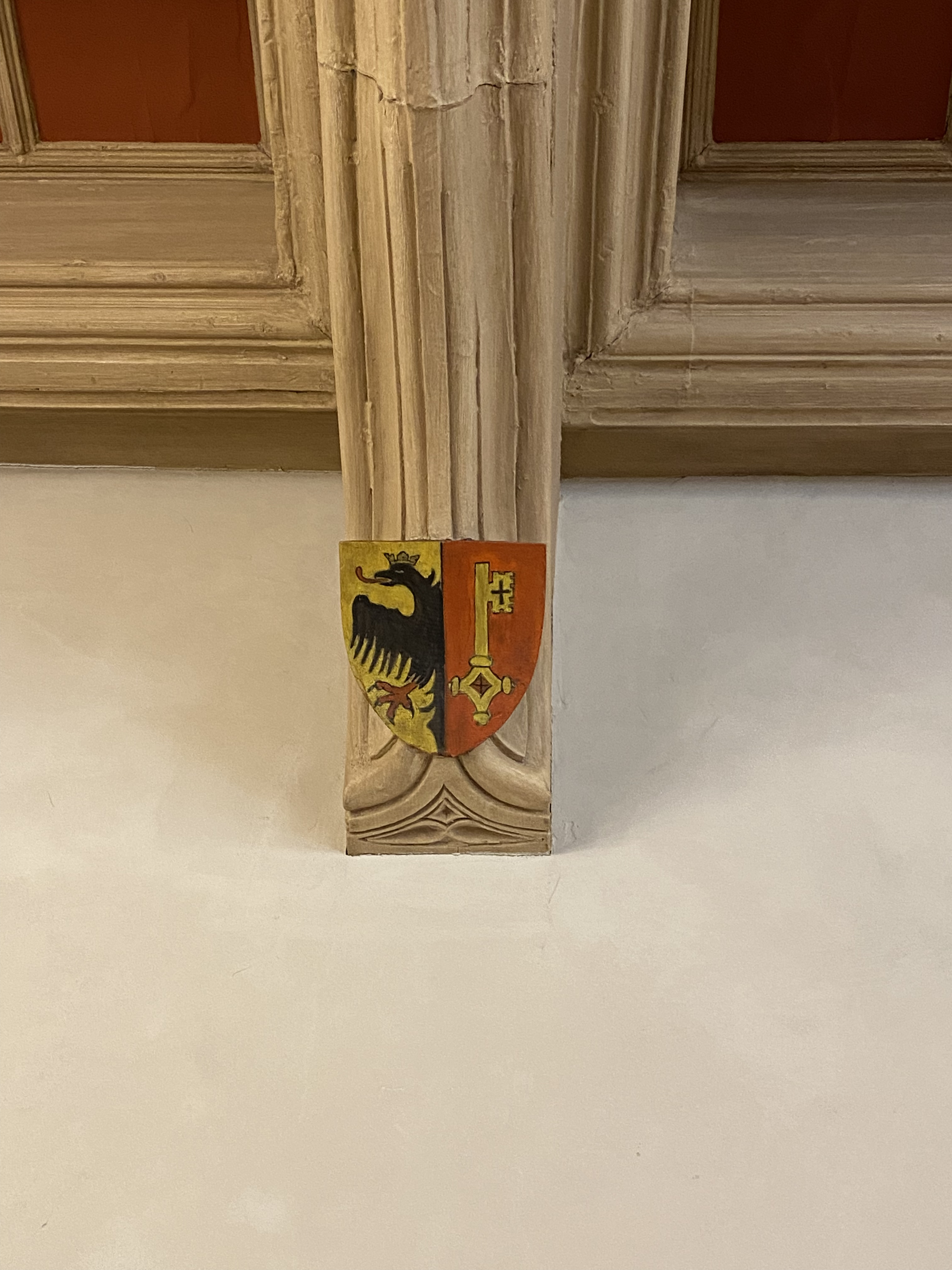
Герб Женеви на будівлі міської ради Женеви
Міська поліція
Міські пожежники
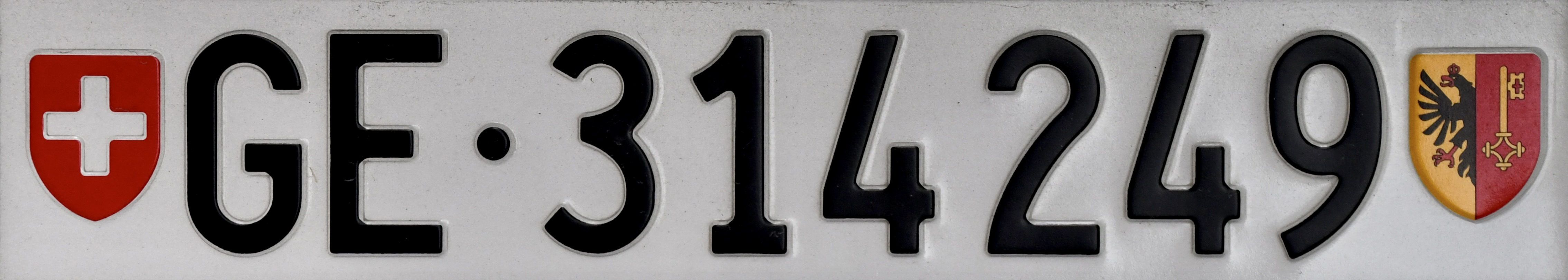
Задній номерний знак Женеви
Логотип Женеви